# پیتر اشنیج
پیتر اشنیج (انگلیسی: Peter Deriashnyj؛ زادهٔ ۲ ژوئیهٔ ۱۹۴۶) موسیقی‌دان اهل استرالیا است.